# Amboy (Minnesota)
Amboy es una ciudad ubicada en el condado de Blue Earth en el estado estadounidense de Minnesota. En el Censo de 2010 tenía una población de 534 habitantes y una densidad poblacional de 660,83 personas por km².

## Geografía
Amboy se encuentra ubicada en las coordenadas 43°53′16″N 94°9′29″O / 43.88778, -94.15806. Según la Oficina del Censo de los Estados Unidos, Amboy tiene una superficie total de 0.81 km², de la cual 0.81 km² corresponden a tierra firme y (0%) 0 km² es agua.

## Demografía
Según el censo de 2010, había 534 personas residiendo en Amboy. La densidad de población era de 660,83 hab./km². De los 534 habitantes, Amboy estaba compuesto por el 96.82% blancos, el 1.31% eran afroamericanos, el 0.19% eran amerindios, el 0.37% eran asiáticos, el 0% eran isleños del Pacífico, el 1.12% eran de otras razas y el 0.19% pertenecían a dos o más razas. Del total de la población el 5.06% eran hispanos o latinos de cualquier raza.